# FS Masters/Ulbroka
FS Masters/Ulbroka je lotyšský florbalový klub, založený v roce 2007, sídlící ve vesnici Ulbroka.[zdroj?]
Mužský tým hraje od sezóny 2009/2010 Lotyšskou elitní florbalovou ligu (nejvyšší soutěž).[zdroj?] V sezónách 2016/2017, 2017/2018 a 2023/2024 získal tři mistrovské tituly.

## Vývoj názvu
- 2007 – Ulbroka
- 2011 – Ulbroka/FS Masters
- 2016 – Triobet/Ulbroka
- 2017 –  Betsafe/Ulbroka
- 2018 –  Betsafe Oxdog Ulbroka
- 2019 –  Latvijas Hipotēka/Oxdog Ulbroka
- 2020 –  Apelsīns/Oxdog Ulbroka
- 2021 –  Oxdog Ulbroka LU
- 2022 –  FS Masters/Ulbroka

Zdroj:[zdroj?]

## Úspěchy

### Muži
- 1. místo v Lotyšské elitní lize: 2016/2017, 2017/2018, 2023/2024
- 2. místo v Lotyšské elitní lize: 2018/2019[zdroj?]
- 3. místo v Lotyšské elitní lize: 2022/2023[zdroj?]